# Машкин, Алексей Степанович
Алексей Степанович Машкин (1816, Большое Городище, Курская губерния — 1904, Обоянь, Курская губерния) — отставной поручик, почетный попечитель Обоянских училищ, краевед и этнограф-любитель.

## Биография
Родился в селе Большое Городище Корочанского уезда Курской губернии (ныне — Шебекинского р-на Белгородской области). Окончив Корочанское уездное училище, учительствовал в местном приходском, а с 1835 г. — в Обоянском приходском училище. Свободное от работы время отдавал этнографическим исследованиям. Много лет Машкин изучал говор обоянцев. Результатом поисков стала изданная губернским историческим комитетом работа «Об особенностях обоянского простонародного говора», в которой Машкин определял обоянский говор как «курское подречие великороссийского говора». Более того, он составил словарь местных слов (около 1200), которым позднее широко пользовался В. И. Даль. Совет Русского географического общества избрал Машкина членом-сотрудником (1856) и наградил его серебряной медалью (1860). В 1861 г. Машкин был избран действительным членом Курского губернского статистического комитета. Его работы, как опубликованные в курской и петербургской печати, так и оставшиеся в рукописях, хранятся в архиве Санкт-Петербургского Императорского Русского географического общества, своевременно и точно запечатлели разные стороны традиционного уклада жизни крестьян Курской губернии того времени. В 1862 г. в «Этнографическом сборнике» было опубликовано его исследование «Быт крестьян Курской губернии Обоянского уезда». В 1901 г. вышел в свет труд «О свадебных и хороводных песнях», за который отделение русского языка и словесности Академии наук наградило его Золотой Пушкинской медалью, желая отличить для русской науки его деятельность.

## Основные труды
- Быт крестьян Курской губернии Обоянского уезда // Этнографический сборник ИРГО. Вып. 5. СПб., 1862;
- Обычаи и обряды простонародья в городе Обояни // Труды Курского губернского статистического комитета. Вып. 1. Курск, 1863;
- Толкование снов, записанных в Обоянском уезде // Русский филологический вестник. 1879. № 2;
- Песни, собранные в г. Обояни и его уезде А. С. Машкиным // Курский сборник. Вып. 3. Материалы по этнографии Курской губернии. Курск, 1902;
- Сборники А. С. Машкина // Там же. Вып. 4. Материалы по этнографии Курской губернии. Курск, 1903[2].